# Sickels
Sickels ist ein Stadtteil der osthessischen Stadt Fulda und liegt circa 2,5 km westlich der Kernstadt.

## Geographie
Im Norden grenzt Sickels an den neuen Stadtteil Galerie, im Osten an Neuenberg, im Süden an Johannesberg und Zirkenbach und im Westen an Niederrode.

## Geschichte
Die Ersterwähnung des Dorfes erfolgte 956 in einer nicht mehr vorhandenen Urkunde (so der Codex Eberhardi von 1160). 
1197 besaß der Abt von Fulda den dortigen Hof.
Sickels war Tochterkirche von Haimbach.
1787 war das Dorf der Fürstabtei Fulda mit dem Centoberamt Fulda zugeordnet.
Mit der Säkularisation des Hochstifts Fulda im Jahre 1803 ging es an das Fürstentum Nassau-Oranien-Fulda.
1816 zählte es zum Kurfürstentum Hessen, Großherzogtum Fulda, Landamt Fulda, ab 1866 zu Preussen. 

### Eingemeindung
Am 1. August 1972 wurde die bis dahin selbstständige Gemeinde Sickels im Zuge der Gebietsreform in Hessen kraft Landesgesetz in die Stadt Fulda eingegliedert. 2006 feierte Sickels sein 1050-jähriges Bestehen.

### Einwohnerentwicklung
| • 1812: | 12 Feuerstellen, 93 Seelen |

| Sickels: Einwohnerzahlen von 1812 bis 2017 | Sickels: Einwohnerzahlen von 1812 bis 2017 | Sickels: Einwohnerzahlen von 1812 bis 2017 | Sickels: Einwohnerzahlen von 1812 bis 2017 | Sickels: Einwohnerzahlen von 1812 bis 2017 |
| --- | ------------------------------------------ | ------------------------------------------ | ------------------------------------------ | ------------------------------------------ |
| Jahr |                                            |                                            |                                            | Einwohner                                  |
| 1812 | 1812                                       |                                            | 93                                         | 93                                         |
| 1834 | 1834                                       |                                            | 115                                        | 115                                        |
| 1840 | 1840                                       |                                            | 129                                        | 129                                        |
| 1846 | 1846                                       |                                            | 121                                        | 121                                        |
| 1852 | 1852                                       |                                            | 112                                        | 112                                        |
| 1858 | 1858                                       |                                            | 109                                        | 109                                        |
| 1864 | 1864                                       |                                            | 121                                        | 121                                        |
| 1871 | 1871                                       |                                            | 128                                        | 128                                        |
| 1875 | 1875                                       |                                            | 119                                        | 119                                        |
| 1885 | 1885                                       |                                            | 115                                        | 115                                        |
| 1895 | 1895                                       |                                            | 104                                        | 104                                        |
| 1905 | 1905                                       |                                            | 106                                        | 106                                        |
| 1910 | 1910                                       |                                            | 121                                        | 121                                        |
| 1925 | 1925                                       |                                            | 151                                        | 151                                        |
| 1939 | 1939                                       |                                            | 152                                        | 152                                        |
| 1946 | 1946                                       |                                            | 200                                        | 200                                        |
| 1950 | 1950                                       |                                            | 208                                        | 208                                        |
| 1956 | 1956                                       |                                            | 250                                        | 250                                        |
| 1961 | 1961                                       |                                            | 327                                        | 327                                        |
| 1967 | 1967                                       |                                            | 449                                        | 449                                        |
| 1970 | 1970                                       |                                            | 552                                        | 552                                        |
| 1988 | 1988                                       |                                            | 774                                        | 774                                        |
| 2010 | 2010                                       |                                            | 1.055                                      | 1.055                                      |
| 2013 | 2013                                       |                                            | 1.075                                      | 1.075                                      |
| 2015 | 2015                                       |                                            | 1.107                                      | 1.107                                      |
| 2016 | 2016                                       |                                            | 1.102                                      | 1.102                                      |
| 2017 | 2017                                       |                                            | 1.121                                      | 1.121                                      |
| Datenquelle: Historisches Gemeindeverzeichnis für Hessen: Die Bevölkerung der Gemeinden 1834 bis 1967. Wiesbaden: Hessisches Statistisches Landesamt, 1968. Weitere Quellen: ; 2010,2012,2015: |                                            |                                            |                                            |                                            |

### Religionszugehörigkeit
Sickels ist der Pfarrei Haimbach des Bistums Fulda zugeordnet. Pfarrgemeinde ist die katholische Kirchengemeinde St. Markus in Haimbach. Die Friedenskirche Fulda-Bronnzell ist für die evangelischen Gemeindemitglieder zuständig.
 Quelle: Historisches Ortslexikon
| • 1885: | ein evangelischer (= 0,87 %), 114 katholische (= 99,13 %) Einwohner |
| • 1961: | 42 evangelische (= 12,84 %), 285 katholische (= 87,16 %) Einwohner  |

## Wirtschaft und Infrastruktur

### Öffentliche Einrichtungen
Sickels verfügt über ein Bürgerhaus und einen Kindergarten eine Mariengrotte und eine Friedhofskapelle.

### Verkehr
Die Verkehrsanbindung nach Sickels erfolgt über die Landesstraße L3079 von Fulda Richtung Neuhof-Giesel und Hosenfeld sowie über den Westring Fulda.
Die Bundesstraße 27 (Fulda–Bad Brückenau) verläuft südöstlich des Ortes, die nächste Anschlussstelle Fulda-Süd der Bundesautobahn 66 ist circa 8 km entfernt. Der nächste Bahnhof ist der Bahnhof Fulda in der Innenstadt, der Anschluss an den Regional- und Fernverkehr bietet.
Sickels ist durch die Stadtbuslinien 5 und 7 der (RhönEnergie Bus)Fulda an das Netz des ÖPNV angeschlossen. Die Fahrtdauer in die Innenstadt beträgt 15 Minuten.